# 2023-2024年猴痘疫情
早于2023年9月，中部非洲出现了猴痘病毒的演化支I的一个新亚群Ib的猴痘疫情。截至2024年8月，该次疫情已报告超过17,000例确诊病例，造成590人死亡（死亡率在3.5%左右），绝大多数在刚果民主共和国。根據歐洲疾病預防控制中心 (ECDC) 的說法："這些爆發的規模可能比報告的更大，原因是確認不足和報告不足。"
2024年8月14日，世界卫生组织宣布该疫情为国际关注的突发公共卫生事件，这是世卫组织三年内第二次将猴痘疫情列为國際關注的突發公共衛生事件 (PHEIC)。

## 背景
2022年5月，世界卫生组织将之前爆发的涉及不同病毒亚型的猴痘疫情宣布为國際關注的突發公共衛生事件。次年世卫组织宣布结束全球紧急状态时，该疾病已感染87,000人，造成140人死亡。

## 疫情

### 各国报告病例
最後更新：2024年8月28日
| 国家或地区     | 确诊    | 死亡 |
| -------------- | ------- | ---- |
| 刚果民主共和国 | 18,000+ | 629  |
| 美国           | 1800+   | 5    |
| 奈及利亞       | 868     | 0    |
|                | 572     | 0    |
|                | 319     | 0    |
| 中非           | 263     | 0    |
| 英国           | 200+    | 0    |
| 刚果共和国     | 158     | 1    |
| 喀麦隆         | 35      | 2    |
|                | 33      | 0    |
|                | 28      | 1    |
| 南非           | 24      | 3    |
| 印度尼西亞     | 14      | 0    |
| 菲律賓         | 11+     | 0    |
| 利比里亚       | 5       | 0    |
|                | 4       | 0    |
| 卢旺达         | 4       | 0    |
| 巴基斯坦       | 4       | 0    |
| 臺灣           | 4       | 0    |
| 乌干达         | 4       | 0    |
| 葡萄牙         | 3       | 0    |
| 马拉维         | 2       | 0    |
| 瑞典           | 1       | 0    |
| 泰國           | 1       | 0    |
| 香港           | 67      | 0    |
| 中国大陆       | 4       | 0    |

### 时间线
2023年9月，刚果民主共和国的Ib型感染的猴痘病例不断增加，其中几例是在南基伍省矿业小镇卡米图加发现的。2024年1月，刚果民主共和国报告了全国范围内的疫情。
2024年8月，非洲疾病控制与预防中心宣布非洲蔓延的猴痘疫情已成为公共卫生紧急事件，已有超过500人死亡。因此，该组织请求国际社会提供帮助和干预，以控制病毒传播并治疗受感染的患者。非洲疾控中心表示，引发疫情的病毒株的死亡率为3-4%，明显高于2022-2023年猴痘爆发期间记录的不到1%的死亡率。8月14日，世卫组织宣布该疫情为国际关注的突发公共卫生事件。
据报道，2024年有15个国家报告猴痘病例；所有报告的病例和死亡病例中，96%以上是在刚果民主共和国确诊的，全球共报告病例14,000例，报告死亡524例。非洲疾控中心报告称，刚果民主共和国70%的报告病例发生在15岁以下的儿童中，而该人群占报告死亡人数的85%。流行病学家雅克·阿隆达对疾病在刚果民主共和国及其邻国难民营中的蔓延表示担忧，尤其是考虑到霍乱和麻疹同时爆发以及普遍的营养不良已经给国家医疗保健系统带来了巨大压力。
8月16日，由于欧洲大陆可能会发现更多输入性病例，欧洲疾病预防控制中心正式将I型猴痘病毒对欧洲普通人群的风险等级从“非常低”上调至“低”，尽管该机构重申，该病毒株在欧洲持续传播的风险仍被认为极小。

### 已有广泛传播的国家
截至2024年8月，刚果民主共和国累计报告16,839例疑似猴痘病例，其中1,888例经实验室确诊；死亡570例，其中8例经实验室确诊。
8月19日，刚果民主共和国公共卫生部部长塞缪尔-罗杰·坎巴·穆兰巴在新闻发布会上表示，包括首都金沙萨在内的该国所有省份都受到了疫情的影响，同时宣布国家政府将启动一项4500万欧元的应对计划，其中包括宣传活动、医疗队部署和患者护理，但不包括疫苗。

### 已有有限传播的国家或地區
截至2024年8月，已有15个国家报告猴痘病例。世卫组织报告称，在四个东非国家布隆迪、肯尼亚、卢旺达和乌干达首次发现了猴痘毒株的新病例，这些病例均与刚果民主共和国的疫情有关。科特迪瓦也首次报告了新病例。

#### 中非共和国
2024年7月30日，中非共和国卫生部长皮埃尔·索姆塞宣布班吉爆发猴痘疫情。此前有一段时间，该病主要局限于农村地区。索姆塞说，该国一些家庭因害怕受到歧视而藏匿了受感染的亲属，从而增加了疾病传播的风险。

#### 瑞典
2024年8月15日，瑞典公共卫生署报告了非洲以外的首例病例，该病例涉及一名在受该疾病爆发影响的非洲地区逗留期间感染了I型猴痘病毒的人。该机构在一份公开声明中表示，虽然病例本身并不代表对普通人群的更高风险，但偶尔的输入病例“可能会继续发生”。

#### 中华民国（台湾）
8月18日，台湾臺南市政府衛生局披露截至8月16日，台南市报告猴痘確診病例累計3例，均有與不特定人士親密接觸。惟患者的具体旅居史与感染何种病毒并未披露。

#### 泰国
8月21日，泰国疾病控制部门确认一例猴痘病例，涉及一名66岁欧洲男子，从非洲抵达曼谷。经实验室检测确认，该男子所感染毒株为Ib进化支。

#### 中华人民共和国

##### 香港
2022年9月5日，香港录得首宗猴痘输入个案，一名曾到过美国、加拿大，并从菲律宾抵港的30岁男子确诊。该男子在潜伏期曾进行高危活动，抵港后于华美达海景酒店接受检疫期间出现喉咙痛、吞咽困难等症状，求医后确诊。
截至2024年8月14日，香港累计录得67宗猴痘个案，包括54宗本地个案及13宗输入个案，患者全为男性。

##### 中国大陆
2025年1月9日中国大陆发现一名Ib亚分支外籍人员猴痘患者，密切接触者中陆续发现4例关联病例。发现疫情后，国家及浙江、广东、北京、天津等省（市）迅速启动联防联控机制。

### 进化支2型相关病例
一些国家所报告的病例中，经确认感染的是II进化支毒株，可能与Ib进化支疫情无关。这也意味着2022年开始的II进化支毒株全球疫情仍然持续。

#### 巴基斯坦
8月15日，巴基斯坦国家指挥和行动中心报告开伯尔-普什图省发生一例疑似猴痘病例，患者为马尔丹居民，近期从一个阿拉伯海湾国家返回；巴基斯坦卫生部后来证实，该患者确诊感染了猴痘，但仍在对病毒样本进行测序，以确定变异的性质。
8月17日，开伯尔-普什图省卫生部门证实，两名患者的猴痘检测呈阳性，另一名患者正在等待确诊；所有患者均于近期从阿联酋返回巴基斯坦。
8月19日，巴基斯坦又报告了一例疑似猴痘病例，涉及一名刚从中东国家返回的阿扎德克什米尔居民。巴基斯坦卫生部表示，该国报告的病例均不是由该病毒的1b进化枝引起的。

#### 葡萄牙
8月16日，葡萄牙卫生总局确认，2024年5月至7月期间该国确诊3例猴痘病例。该机构报告称，所有病例均在北部地区发现，其中两人在疾病潜伏期内曾出国旅行。卫生总局表示，三名患者均感染了IIb型毒株，而非I型毒株。

#### 印度尼西亚
8月17日，印度尼西亚卫生部报告2024年1月至4月共确诊14例猴痘病例。

#### 菲律宾
8月19日，菲律宾报告一例猴痘病例，该患者系33岁来自馬尼拉大都會的男性，无出国旅行史。菲律宾卫生部表示，导致感染的猴痘病毒株尚未通过测序确定676676。

## 病毒学
猴痘是由猴痘病毒引起的。该病毒通过与受感染的动物或人密切接触传播，包括面对面交谈和其他类型的身体接触、受污染的床单、衣物或针头、食用受污染的肉类和性接触。
2024年4月，研究人员在刚果民主共和国南基伍省的矿业小镇卡米图加发现了猴痘进化支I的一个新亚群。流行病学家报告称，这种后来被命名为“进化支Ib”或“进化支1b”的新变种病毒（又称中非株），与其他猴痘毒株相比，更容易传播。研究人员推测，由于该矿业小镇地处偏远，大多数情况下无法与自然携带和传播该疾病的动物接触，因此该毒株发生了基因突变，使其更容易通过人际传播。
刚果国家生物医学研究所的一负责人表示，分析结果标志着猴痘疫情进入了“新阶段”，不同于2022-2023年猴痘爆发的上一波疫情。据报道，新毒株主要发生在生殖器上，与导致胸部、脚和手部病变的毒株相比，这种疾病更难诊断。该负责人还指出，由于该疾病的表现形式不同，其无声传播的风险可能更高。研究小组确定检测到的病毒为I型毒株，与2022-2023年疫情期间占主导地位的II型毒株相比，这种毒株所引起的症状更为严重。

## 预防和缓解
2024年6月之前，猴痘疫苗未获得非洲多国政府的批准，疫苗的有效性也未得到战略咨询专家组 (SAGE) 的认证。世卫组织卫生紧急项目主任迈克尔·J·瑞安在接受全国公共广播电台采访时指出，刚果民主共和国同时面临几种其他地方性疾病的流行，包括麻疹和霍乱等。到目前为止，刚果民主共和国只有两家实验室能对猴痘进行聚合酶链反应检测。
同样在2024年6月，路透社报道称，刚果民主共和国当局已批准由巴伐利亚北欧生产的Jynneos疫苗和由LM Biologics生产的LC16疫苗。Jynneos疫苗后来在尼日利亚也获得紧急使用授权。两国于同年8月底正式启动了针对猴痘疫苗的接种活动。
同年8月，全球疫苗和免疫联盟首席执行官萨尼亚·尼什塔尔表示，该组织已经拨款高达5亿美元作为其“第一反应”基金的一部分，用于应对猴痘疫情。该基金最初是在COVID-19疫情期间设立的，主要来自政府和全球卫生资助者的捐款，但后来为了应对新的卫生紧急情况而保留了下来。不过，尼什塔尔表示，GAVI和联合国儿童基金会仍需等待受疫情影响国家的正式请求，以及世界卫生组织对猴痘疫苗的最终批准，才能开始订购剂量并分发给受影响的国家。对此，世卫组织宣布启动一项程序，使尚未获得国家批准的国家能够获得紧急使用的疫苗。
8月14日，美国卫生与公众服务部宣布，美国联邦政府将向刚果民主共和国捐赠5万剂Jynneos疫苗。美国卫生与公众服务部还表示，美国此前已提供1700万美元“用于支持中非和东非地区针对I型猴痘的防备和应对工作”。
8月15日，中华人民共和国海关总署发布公告，要求来自猴痘疫情发生国家或地区的人员若有与猴痘病例有接触史或出现疑似症状，入境时应主动向海关申报并配合相应措施；香港特區政府表示會繼續密切監察猴痘情況和加強預防措施。
8月16日，巴伐利亚北欧在一份新闻声明中宣布，已向欧洲药品管理局提交临床数据，以支持将Jynneos/Imvanex的批准范围扩大至12至17岁的青少年；该公司引用了美国国立卫生研究院国家过敏和传染病研究所赞助的一项试验的早期结果作为证据，试验对315名上述年龄段的青少年和211名18至50岁的成年人进行了研究，结果表明，在接种两剂标准剂量疫苗后，两个年龄组之间的免疫反应和安全性相似。该公司在同一声明中还表示，将于2024年晚些时候在刚果民主共和国和乌干达针对2至12岁儿童进行疫苗研究。
8月17日，巴基斯坦总理国家卫生服务协调员穆赫塔尔·艾哈迈德·巴拉特表示，作为预防疫情的安全措施之一，当局已开始在所有机场以及与阿富汗、印度、伊朗和中国等周边国家的边境口岸对旅客进行筛查。同日，非洲疾控中心宣布，承诺到2025年分发1000万剂猴痘疫苗，而巴伐利亚北欧公司已同意加强整个非洲的疫苗生产能力，以增加当地供应并降低生产成本。该协会总干事让·卡塞亚博士后来恳求外国不要对非洲国家实施旅游禁令，就像之前在COVID-19疫情期间发生的那样。
8月19日，刚果民主共和国公共卫生部部长塞缪尔·罗杰·坎巴·穆兰巴（Samuel-Roger Kamba Mulamba）在新闻发布会上表示，刚果民主共和国需要约350万剂mpox疫苗，其中比利时将捐赠约215,000剂，日本将捐赠多达300万剂，预计美国还将捐赠更多疫苗。
8月21日，德国联邦卫生部表示，德国联邦政府此前已积累117,000剂Jynneos疫苗，随后已转交给德国联邦国防军；8月23日，路透社报道称，德国政府正在确定可以捐赠给国外的疫苗剂量。
8月23日，世界卫生组织宣布，全球疫苗和免疫联盟和联合国儿童基金会等合作伙伴可以在获得该机构的正式批准之前开始购买猴痘疫苗，以便加快在受疫情影响的非洲国家分发疫苗。世卫组织已于8月9日邀请疫苗制造商提交其产品的紧急使用清单意向书，预计将于2024年9月向Jynneos和LC16疫苗颁发紧急许可。《纽约时报》记者斯蒂芬妮·诺伦撰文指出，世卫组织推迟批准猴痘疫苗，认为这是一个“拜占庭式的过程”——将主要影响依赖该机构进行疫苗和治疗预审程序的低收入和中等收入国家，而美国食品药品监督管理局 (FDA) 和欧盟欧洲药品管理局 (EMA)在2022年和2023年疫情爆发期间已经为同类型的疫苗颁发了紧急许可。
8月24日，美国定于下周向尼日利亚捐赠1万剂猴痘疫苗；美国国际开发署表示，还将向刚果民主共和国捐赠另外5万剂疫苗，但未说明抵达日期，因为巴伐利亚北欧公司和刚果政府仍在讨论疫苗储存和处理的装运前要求。非洲疾病预防控制中心猴痘紧急委员会成员海伦·里斯表示，推迟向非洲提供疫苗“确实令人愤慨”，因为非洲大陆在开展COVID-19疫苗接种计划时已经经历过类似的困难。
8月27日，尼日利亚国家基本卫生保健发展局宣布，该国已收到美国捐赠的1万剂Jynneos疫苗，成为疫情爆发以来第一个收到该批疫苗的非洲国家。

## 引用文献
- (PDF) (报告). Africa Centres for Disease Control and Prevention. 2024-07-30  [2024-08-16]. （原始内容 (PDF)存档于2024-08-06）.
- (PDF) (报告). World Health Organization. 2024-08-16  [2024-08-16]. （原始内容存档 (PDF)于2024-08-16） –ReliefWeb.
- Murhula Masirika, Leandre; Kumar, Anuj; Dutt, Mansi; Toloue Ostadgavahi, Ali; Hewins, Benjamin; Bubala Nadine, Maliyamungu; Kitwanda Steeven, Bilembo; Kumbana Mweshi, Franklin; Mutimbwa Mambo, Léandre; Bengehya Mbiribindi, Justin; Belesi Siangoli, Freddy; A Kelvin, Alyson; Claude Udahemuka, Jean; Kelvin, Patricia; Flores, Luis; Kelvin, David; Sganzerla Martinez, Gustavo. . Journal of Infection in Developing Countries. April 2024, 18 (4): 600–608  [2024-08-14]. PMID 38728644. doi:10.3855/jidc.20136. （原始内容存档于2024-12-31）.